# Майкл Учебо
Майкл Учебо (англ. Michael Uchebo, нар. 3 лютого 1990, Енугу) — нігерійський футболіст, нападник бельгійського «Серкля» (Брюгге) та національної збірної Нігерії.

## Клубна кар'єра
Народився 3 лютого 1990 року в місті Енугу. Вихованець футбольної школи клубу «Енугу Рейнджерс». Дорослу футбольну кар'єру розпочав 2008 року в основній команді того ж клубу, в якій провів один сезон, взявши участь у 31 матчі чемпіонату. Більшість часу, проведеного у складі «Енугу Рейнджерс», був основним гравцем атакувальної ланки команди.
Своєю грою за цю команду привернув увагу представників тренерського штабу нідерландського «ВВВ-Венло», до складу якого приєднався 2009 року. Відіграв за команду з Венло наступні три сезони своєї ігрової кар'єри. Граючи у складі «ВВВ-Венло» також здебільшого виходив на поле в основному складі команди.
До складу«Серкля» приєднався 2012 року. Відтоді встиг відіграти за команду з Брюгге 52 матчі в національному чемпіонаті.

## Виступи за збірні
Протягом 2008–2009 років залучався до складу молодіжної збірної Нігерії.
2014 року дебютував в офіційних матчах у складі національної збірної Нігерії. 